# Karvan İK
Karvan İdman Klubu byl ázerbájdžánský fotbalový klub sídlící ve městě Jevlach. Původní klub byl založen v roce 2007, zanikl v roce 2012. Obnoven byl o rok později v roce 2013, ovšem zanikl v roce 2014 opět kvůli finančním problémům. Karvan byl prvním klubem z Ázerbájdžánu, který postoupil z prvního kvalifikačního kola v poháru UEFA.
Své domácí zápasy odehrával na stadionu Yevlax şəhər stadionu s kapacitou 5 000 diváků.

## Umístění v jednotlivých sezonách
Zdroj: 
Legenda: Z - zápasy, V - výhry, R - remízy, P - porážky, VG - vstřelené góly, OG - obdržené góly, +/- - rozdíl skóre, B - body, červené podbarvení - sestup, zelené podbarvení - postup, fialové podbarvení - reorganizace, změna skupiny či soutěže
| Ázerbájdžán (2004 – 2014)            |                   |        |    |    |   |    |    |    |     |    |        |
| Sezóny                               | Liga              | Úroveň | Z  | V  | R | P  | VG | OG | +/- | B  | Pozice |
| 2004/05                              | Yüksək Liqa       | 1      | 34 | 23 | 7 | 4  | 66 | 18 | +48 | 76 | 3.     |
| 2005/06                              | Yüksək Liqa       | 1      | 26 | 17 | 6 | 3  | 50 | 9  | +41 | 57 | 2.     |
| 2006/07                              | Yüksək Liqa       | 1      | 24 | 10 | 5 | 9  | 36 | 30 | +6  | 35 | 7.     |
| 2007/08                              | Premyer Liqası    | 1      | 26 | 6  | 5 | 15 | 23 | 36 | -13 | 23 | 11.    |
| 2008/09                              | Premyer Liqası    | 1      | 26 | 10 | 4 | 12 | 28 | 33 | -5  | 34 | 9.     |
| 2009/10                              | Premyer Liqası    | 1      | 22 | 2  | 5 | 15 | 17 | 36 | -19 | 11 | 12.    |
| 2010/11                              | Birinci Divizionu | 2      | 26 | 6  | 8 | 12 | 26 | 40 | -14 | 26 | 8.     |
| 2011/12                              | Birinci Divizionu | 2      | 26 | 16 | 7 | 3  | 55 | 22 | +33 | 55 | 3.     |
| V sezóně 2012/13 byl klub neaktivní. |                   |        |    |    |   |    |    |    |     |    |        |
| 2013/14                              | Birinci Divizionu | 2      | 30 | 12 | 6 | 12 | 46 | 56 | -10 | 42 | 8.     |

## Účast v evropských pohárech
| Ročník  | Soutěž          | Kolo        | Klub              | Doma | Venku | Celkem |
| ------- | --------------- | ----------- | ----------------- | ---- | ----- | ------ |
| 2005    | Pohár Intertoto | 1. kolo     | Lech Poznań       | 1:2  | 0:2   | 1:4    |
| 2006/07 | Pohár UEFA      | 1. předkolo | FC Spartak Trnava | 1:0  | 1:0   | 2:0    |
|         |                 | 2. předkolo | SK Slavia Praha   | 0:2  | 0:0   | 0:2    |